# Dramă la vânătoare
Dramă la vânătoare, intitulată într-o versiune mai veche O tragedie la vânătoare, (în rusă Драма на охоте) este o nuvelă a scriitorului rus Anton Cehov scrisă în 1884.

## Rezumat
La redacția unui ziar se prezintă Ivan Kamîșev, fost judecător de instrucție, care înmânează redactorului-șef un manuscris al unei nuvele pe care dorește să o publice. Nuvela prezintă o întâmplare reală petrecută cu opt ani în urmă și la care fostul magistrat fusese martor ocular. În manuscris, Kamîșev și-a schimbat numele în cel de Serghei Zinoviev. 
Serghei Zinoviev, magistrat rural, a primit o invitație de la contele Aleksei Karneev, proaspăt revenit de la Sankt Petersburg, și se mută la moșia acestuia. Contele și magistratul erau buni prieteni, având aceeași pasiune pentru băutură, chefuri cu lăutari și femei. Întâmplarea face ca la o plimbare prin pădure, unde au fost suprinși de o furtună, să se adăpostească în casa pădurarului Nikolai Skvorțov, cunoscând-o pe fiica acestuia, Olga. 
De Olga este îndrăgostit Piotr Urbenin, administratorul moșiei contelui, care îl angajase pe tatăl fetei ca pădurar, deși acesta era bolnav mintal. Dornică de o viață mai bună, Olga acceptă cererea în căsătorie făcută de Urbenin, dar imediat după nuntă își dă seama că a făcut o greșeală. Ea începe o relație extraconjugală cu Zinoviev și apoi cu contele Karneev. Urbenin este forțat să părăsească moșia contelui pentru a nu-i mai deranja pe adulteri. La oraș, el își îneacă amarul în băutură și-și risipește toate veniturile.
În luna august, se organizează o vânătoare pe moșia contelui, la care participă toată elita rurală. În timpul unui popas, Zinoviev o acuză pe Olga că l-a trădat cu contele, iar aceasta fuge în pădure. Între timp, sosește neașteptat la vânătoare Sozia, soția contelui și sora lui Pșehoțki. Zinoviev se simte dezgustat de conte, acesta nespunând nimănui că se căsătorise, și pleacă pe joas către casă.
Zinoviev este trezit în cursul nopții de un slujitor al contelui care-i aduce la cunoștință că a fost găsit în pădure trupul aproape neînsuflețit Olgăi. Aceasta fusese înjunghiată, dar moare la scurtă vreme după ce a fost adusă în casă. Zinoviev începe un interogatoriu și îl acuză de crimă pe Urbenin, care a fost văzut neașteptat lângă locul crimei, cu mâinile pline de sânge. Câteva zile mai târziu, slujitorul Kuzma își amintește că a văzut în ziua omorului pe cineva care și-a șters de sângele mâinile de haina sa, pe când slujitorul dormea. Kuzma este reținut, își amintește cine și-a șters mâinile de haina sa, dar moare ștrangulat înainte de a comunica autorităților numele criminalului. 
Zinoviev este silit să demisioneze pe motiv că a condus defectuos ancheta, iar juriul l-a condamnat apoi pe Urbenin la 15 ani de închisoare. 
După citirea manuscrisului, redactorul își dă seama că ambele crime au fost săvârșite de Kamîșev, iar acesta nu încearcă să nege, spunând că a ucis-o pe Olga din gelozie. El refuză să-și mărturisească vina.

## Personaje
- Redactorul - este autorul prologului și al epilogului, în care vorbește la persoana I. Nu are un nume, doar inițialele  inițialele A.C. (nota bene). În urma citirii manuscrisului înmânat lui de către Kamîșev, își dă seama că acesta din urmă este autorul unei duble crime, pe baza unor dovezi circumstanțiale și deducții.
- Ivan Petrovici Kamîșev sau Kamâșev în traducerile mai noi - judecător de instrucție. Autor al unui manuscris pe care îl prezintă redactorului. În manuscris poartă numele de Serghei Petrovici Zinoviev. Un bărbat înalt, cu umeri largi, frumos, de aproximativ 40 de ani.  Bogat, se îmbracă superb.  Cehov descrie rareori apariția personajelor într-un asemenea detaliu, în acest caz subliniind contradicția dintre apariția și esența interioară a unei persoane.  Potrivit lui Voznesensky, „capabil de tot felul de lucruri urâte”.
- Aleksei Karneev - conte, proprietar al unor moșii întinse; este bețiv și amator de femei
- Piotr Egorovici Urbenin - nobil scăpătat, ajuns administrator al moșiilor contelui Karneev; este văduv și are doi copii: o fiică (Sașa) de cinci ani și un fiu (Grișa) de 14 ani. O iubește pe Olenka Skvorțova și se va căsători cu ea.
- Nikolai Efimovici Skvorțov - pădurarul contelui; este bolnav mintal
- Оlenka Nikolaevna Skvorțova - fiica pădurarului; fiind foarte frumoasă, ea trezește poftele lui Urbenin, ale lui Kamîșev și a contelui Karneev. Se va căsători cu Urbenin, dar își va da seama mai târziu că a făcut o greșeală.
- Tina - țigancă, membră a orchestrei de lăutari; este fosta amantă a lui Kamîșev.
- Kaetan Kazimirovici Pșehoțki - prieten al contelui Karneev. Vorbește cu un puternic accent polonez. Este urât, fără nici un motiv aparent, de către Kamîșev.
- Pavel Ivanovici Voznesenski - medic districtual; este un om cinstit și o iubește pe Nadejda Kalinina, deși ea nu-i împărtășește sentimentele.
- Nikolai Ignatievici Kalinin - judecător de pace
- Nadejda Nikolaevna Kalinina - fiica judecătorului de pace; este vistăroare și credincioasă, fiind îndrăgostită de Kamîșev,
- Babaev - proprietar de moșii, memmbru al consiliului regional.
- Polugradov - procuror adjunct
- Kuzma - om de încredere al contelui
- Ivan Osipov - agricultor
- Polikarp - sluga lui Kamîșev. Încearcă, fără succes, să-l ducă pe acesta pe calea dreaptă, dar nu reușește să-l convingă să rupă legătura cu contele Karneev.
- Ivan Demianîci - papagalul lui Kamîșev. Vorba sa favorită este: «Soțul și-a ucis soția».

## Publicarea
Nuvela (uneori numită și roman) a fost practic finalizată până la mijlocul anului 1884, când tânărul de doar 24 de ani, Anton Cehov, a adus manuscrisul la editorul ziarului "Новости дня" din Moscova și a fost publicat în ziar în perioadele august-decembrie 1884 și ianuarie-aprilie 1885, unele dintre ele sub pseudonimul "Anton Cehonte" sau "Cehonte»..
Nuvela are două părți: "O întâmplare reală" și "Din însemnările unui judecător de instrucție" (partea principală). Aceasta este scrisă într-un gen rar întâlnit la Cehov, de nuvelă polițistă. Autorul însuși nu a mai revizuit prima ediție, nu a fost inclusă în colecția de nuvele și nu a fost menționată aproape niciodată în corespondența autorului.  Este cunoscut faptul că Cehov însuși a avut o atitudine negativă față de povestirile polițiste contemporane. 
După publicarea nuvelei în 1884, Cehov nu a mai revenit niciodată asupra acestui text, nu l-a mai reeditat, nu l-a mai comentat și nici nu l-a inclus într-unul din volumele sale cu Opere complete.

## Ecranizări
- 1918 — Dramă la vânătoare (Драма на охоте). Regizor și scenarist Czeslaw Sabinski, operator Louis Forestier, producător Iosif Ermolîev, în rolurile principale Piotr Bakșeev, Natalia Beliovțeva, Nikolai Panov, Arseni Bibikov ș.a.[4]
- 1970 — Dramă la vânătoare (Драма на охоте), 2 serii. Regizor Boris Nirenburg, operator Boris Kiparisov, iar în rolurile principale Natalia Drojjina, Iuri Iakovlev — judecătorul de instrucție, Aleksandr Kaidanovski — contele Karneev, Eleonora Șașkova — Sozia, Nina Ruslanova — Tina, Aleksandr Galevski — Kuzma, Aleksandr Grave — doctorul, Nikolai Pajitnov — judecătorul, Nikolai Lebedev — Ilia, Viaceslav Brovkin — Pșehoțki, Anatoli Kațînski, Vladimir Samoilov, Agnessa Peterson ș.a.
- 1978 — O dramă la vânătoare (Мой ласковый и нежный зверь), în regia lui Emil Loteanu.
- 1986 — «Dráma a vadászaton» (Ungaria). Regizor și scenarist Károly Esztergályos, iar în distribuție Adél Kováts, Tamás Puskás, László Gálffi, Ádám Szirtes, Ágnes T. Katona [5].

## Traduceri în limba română
- "O tragedie la vânătoare" (Ed. Ig. Hertz, Colecția celor 15 lei, București, 1934), 265 p. - traducere de Caesara Hervy
- Opere (volumul 2). Dramă la vânătoare. Schițe și povestiri (Editura Univers, București 1987) - traducere de  Natalia Radovici[6]
- "Dramă la vânătoare" (Ed. Excelsior, Timișoara, 1993), 216 p. - traducere de Natalia Radovici
- "Dramă la vânătoare" în "Duelul. Dramă la vânătoare" (Ed. Corint, București, 2016), 336 p. - traducere de Anca Irina Ionescu